# Erdöl und Erdgas in der Nordägäis
Die bisher einzige in Förderung befindliche griechische Lagerstätte von Erdöl und Erdgas in der Nordägäis wurde im Prinos-Grabenbruch zwischen dem makedonischen Festland und der gegenüberliegenden Insel Thasos aufgeschlossen.

## Lagerstätte Prinos

Prinos Grabenbruch mit Öl- und Gasfeldern

Das im Verlauf der Alpidischen Orogenese gebildete blocktektonische Nestos-Prinos-Becken liegt am südöstlichen Ende des Rhodopen-Massivs. Es umfasst etwa 800 Quadratkilometer. Mehrere steil einfallende und mächtige Nordost-Südwest-Großstörungen und zahlreiche parallel streichende, gestaffelte, nach Südwesten einfallende Nordwest-Südost-Verwerfungen bilden das Bruchbecken. Es reicht vom Nestos-Delta im Norden bis zur Kavala-Schwelle im Süden mit einer Länge von etwa 38 Kilometern und einer Weite von bis zu 20 Kilometern. Es ist aufgeteilt in zwei Teilbecken, das Nestos-Becken im Nordosten mit einer Tiefe von bis zu 3950 Metern und das Prinos-Becken im Südwesten von etwa 5500 Metern. Die beiden Teilbecken sind getrennt durch eine Grundgebirgsschwelle im Bereich des Ammodhis-Feldes. Die Senkung des Bruchbereiches dauert bis heute an.
Mit dem schnellen tektonischen Einbruch des Grabens begann im mittleren Miozän der Eintrag der Vor-Evaporit-Serie mit mächtigen Sedimentabfolgen aus der Erosion der umliegenden nordöstlichen und südwestlichen Landmasse. Es handelt sich um grob-klastisches Grundgebirgsgestein sowie um Sandstein, Tonstein und Flözkohle. Die jüngste Abfolge dieser Serie hat marinen Charakter und besteht hauptsächlich aus Schiefern mit Sandsteinzwischenlagen. Es folgt eine Zone mit Kalkstein-, Dolomit- und Anhydrit-Lagen in Wechsellagerung mit klastischem Material, das im südlichen Teil des Prinos-Teilbeckens vorliegt. Über dem gesamten südlichen Teilbecken dominiert als oberste eine ausgedehnte Schicht von dunkelgrauem Tonstein. Die Prinos-Sedimente erreichen im Südtrog eine Gesamtmächtigkeit von über 2000 Metern.

O-W-Schnitt der Lagerstätte von Prinos

Mit den marinen Tonsteinen des mittleren bis oberen Miozäns wurden enorme Mengen an organischen Bestandteilen eingetragen, vor allem Foraminiferen, Nanoplankton und Algen. Das steile Relief des Beckens führte bei seiner schnellen Einsenkung zu einer ausgedehnten und bis zu 300 Meter mächtigen Ablagerung von Turbiditen, die mit feinsten Sedimentbestandteilen beträchtliche Mengen an Plankton einbrachten. Im tiefsten zentralen Teil des Beckens wurden die organischen Bestandteile unter hochreduzierenden Bedingungen, hohem Druck und hoher Temperatur zu Kohlenwasserstoffen umgewandelt, die schließlich aus den Muttergesteinen in periphere höhergelegene Speichergesteine wanderten. Die Migration endete, infolge der Salzabdeckelung im Hangenden der Serie, in Antiklinalen und überkippten Schichtsätteln vor den nordwest-südost-streichenden Störungen, wie beispielsweise im Prinos- und Prinos-Nord-Ölfeld oder vor dem Südwestende des Senkungstroges im hochgequetschten Erdgasfeld Kavala-Süd. Neben anderen tektonischen und stratigraphischen Fallen stellt die Kalirachi-Falle eine Besonderheit dar: Sie entstand durch die Überschneidung zweier steil einfallender syngenetischer Störungen.
In den ersten Sedimentationsphasen war das gesamte Becken völlig überflutet. Das Mittelmeer stand über die Meerenge von Gibraltar mit dem Atlantik in Verbindung. In der letzten Phase des Miozäns, am Ende des Messins, vor etwa fünf bis sechs Millionen Jahren, wurde das Mittelmeer durch tektonische Hebungen im Gibraltar-Bereich vom Atlantik abgeschnitten. Es setzte die Messinische Salinitätskrise, die Austrocknung des größten Teils des Mittelmeeres ein. Es begann sich zudem zwischen der Insel Thasos und dem gegenüberliegenden Festland die Kavala-Schwelle zu heben, wodurch sich das Becken in eine Lagune verwandelte. Eine derartige Schwelle entstand auch an der Nordostseite von Thasopoula. In dieser Zeit hat sich in der Nordägäis neben der generellen Austrocknung ein ganzes System derartiger abgeschlossener Becken gebildet.
Unter den messinischen Bedingungen entstand, die Prinos-Sedimente überlagernd, die Evaporit-Serie mit mächtigen Salzschichten, charakterisiert durch zwei unterschiedliche Ablagerungsfolgen: im nördlichen Nestos-Becken drei bis fünf Meter mächtige Anhydrit- und Kalksteinlagen wechsellagernd mit Sandsteinen, Tonsteinen und Mergel, im südlichen Prinos-Becken alternieren – mit zunehmender Mächtigkeit zur Beckenmitte hin – sieben bis acht Salzlagen mit klastischen Sedimenten. Dies deutet darauf hin, dass sich mehrere Trocken- und Überschwemmungsphasen ereigneten. Das Salz ist weiß bis grau, kristallin und oft mit Anhydrit verwachsen, Anhydrit- und Dolomitlagen treten wechsellagernd auf. Die gesamte Mächtigkeit dieser Serie erreicht im Becken bis zu 800 Meter.
Die durchgehend klastisch ausgebildete Nach-Evaporit-Serie ist im Pliozän und Quartär bei der Abtragung des terrestrischen Gebirges entstanden und reicht heute im Schelfbereich zwischen Loutra Eleutheron am Festland und Skala Marion auf Thasos bis zu einer Wassertiefe von 30 bis 50 Metern. Sie ist charakterisiert durch einen hohen Gehalt an organischem Material und weist zum Hangenden hin durch grob-klastische Sedimente mit reichem Anteil von Mollusken-Resten auf eine deltaische Ablagerung hin. Marine, klastische Sedimente liegen wiederum über diesen Ablagerungen. Die Mächtigkeit dieser Serie beträgt bis zu über 2000 Meter.

## Erdöl- und Erdgasförderung

Erdöl- und Erdgasfelder im Schelfbereich Kavala-Thasos

Zu Beginn der 1970er Jahre wurden im nordägäischen Schelf, das vom Berg Athos bis zur griechisch-türkischen Grenze reicht, die Prospektion auf Erdöl an ein internationales Konsortium mit dem amerikanischen Hauptaktionär Oceanic vergeben. Mitanteilhaber waren Colorado, Fluor Corporation und White Shield. Später hat die deutsche Wintershall AG die Colorado-Anteile übernommen. Bei seismischen Untersuchungen und der Explorationsbohrungen im thrakischen Schelfmeer konnte das Konsortium in den Jahren 1970 bis 1973 westlich von Thasos erste Erfolge erzielen. Es wurden zwei Vorkommen in einer Tiefe von 2490 und 2770 m entdeckt, das Erdgasvorkommen Kavala-Süd und das Erdölvorkommen Prinos. Der Großteil des Bruchbeckens liegt offshore zwischen der Insel Thasos im Osten und dem Festland bei Perama im Westen. Nur der nordöstliche Teil des Beckens befindet sich onshore in der Ebene des Nestos-Deltas. Die Gesamtfläche des Beckens beträgt 800 Quadratkilometer. Die Meerestiefe beträgt weniger als 50 Meter.
Als Nachwirkung der Welterdölkrise von 1973 und aufgrund der vielversprechenden Ergebnisse aus den ersten Untersuchungen sah sich die Regierung von Griechenland veranlasst, 1975 die staatseigene Public Petroleum Corporation (PPC) zu gründen. Diese Gesellschaft übernahm die Kontrolle über alle Explorationsarbeiten und Bohraktivitäten, sowie die Öl- und Gasförderung in Griechenland, den Import von Rohöl sowie den Betrieb von Ölraffinerien. Gleichzeitig erhielten internationale Ölfirmen besondere Anreize bei der Erschließung der Erdöl- und Erdgaslagerstätten.

Bohrplattform Kavala-Süd, Blick von Kallirachi nach Westen

Es kam 1976 zur Gründung des internationalen Konsortiums North Aegean Oil Company (NAPC) unter der Führung der kanadischen Denison Mines Ltd., Toronto, mit einer Beteiligung von 68,75 Prozent. Die restlichen Anteilhaber waren die Wintershall AG. (12,5 Prozent), die Hellenic Oil, Tochtergesellschaft der Fluor Corporation, Irvine, California/USA, (10 Prozent), und White Shield, Tochtergesellschaft der Basix Corporation, New York (8,75 Prozent). Die Denison Mines übernahm schließlich 1979 alle Partneranteile und begann in den beiden Konzessionen Prinos und Kavala-Süd mit den Vorbereitungsarbeiten zur Erschließung der Lagerstätten durch Errichtung von zwei Förder- und einer Serviceplattform auf der Erdöllagerstätte Prinos und einer Förderplattform auf der Erdgaslagerstätte Kavala-Süd. Nach Fertigstellung der in etwa 30 Meter Wassertiefe aufgestellten Plattformen wurden die ersten Förderbohrungen niedergebracht. Jeweils eine Unterwasserrohrleitung für Öl und Gas wurde von den Plattformen zur Raffinerie nach Nea Karvali verlegt. Da das Prinos-Erdöl große Mengen an schädlichem, gelöstem Schwefelwasserstoff (H2S) enthält, wird im Raffinerieprozess dieses Gas entfernt und Rohöl, Kondensat und Schwefel produziert. Ein Teil des Erdgases aus Kavala-Süd wird im eigenen Bereich für die Stromerzeugung genutzt, der Rest nach Reinigung in das örtliche Gasnetz eingespeist. Die Investitionskosten sollen 600 Millionen US-Dollar betragen haben.

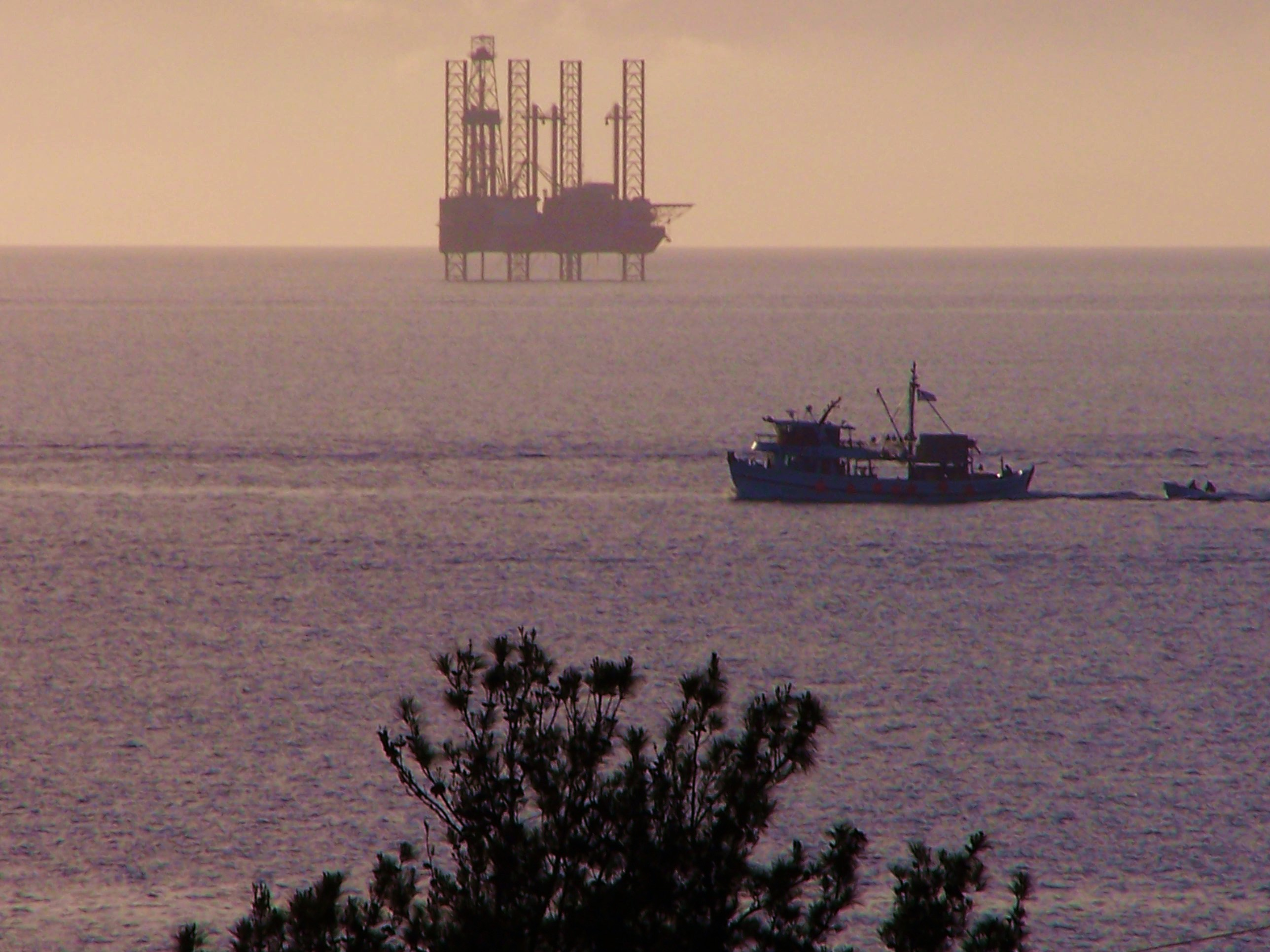
Förder- und Serviceplattform Prinou, Blick von Kallirachi nach Nord-West

Die Erdölförderung setzte Anfang 1981 mit 8000 bis 10.000 Barrel täglich (bpd) ein und erreichte im Jahre 1989 in der Spitze mehr als 30.000 bpd, das entsprach nahezu 13 Prozent des griechischen Bedarfs. Die Gesamt-Erdölförderung belief sich bis Ende 1995 auf 92 Millionen Barrel. Die Erdgasgewinnung aus Kavala-Süd belief sich bis Ende 1995 auf 1750 Billionen Kubikmeter. Bei weiter anhaltender Exploration wurde 1994 die Erdöllagerstätte Prinos Nord entdeckt. Ab 1996 ließ die zusätzliche Ölförderung aus diesem Feld die Förderung nochmals kurzzeitig ansteigen. Sie ging jedoch im Laufe des Jahres 1996 wegen Erschöpfung der Hauptlagerstätte Prinos auf 9000 bpd und schließlich auf 6000 bpd zurück.
Die NAPC beabsichtigte schließlich, die bereits in den 1970er Jahren von Oceanic durch Geophysik und Explorationsbohrungen erkundeten, angeblich großen Vorkommen östlich von Thasos, aufzuschließen und auszubeuten. Die griechische Regierung untersagte dort jedoch wegen Grenzstreitigkeiten mit der Türkei jegliche Aktivität. Ein kleiner Bereich der Konzession liegt außerhalb der territorialen griechischen Gewässer, wenn auch innerhalb des griechischen kontinentalen Schelfs. Da zudem ein Ölpreisverfall eingetreten war und jegliche Unterstützung durch die PPC ausblieb, stellte die NAPC den Betrieb 1997/1998 ein und übereignete dem Staat den gesamten Betrieb.
Die griechische Regierung schloss Ende 1999 einen Fünf-Jahres-Vertrag mit der Kavala Oil SA, der die Überlassung der Konzession, sämtlicher Offshore-Einrichtungen sowie der Raffinerie beinhaltete. Mit einer Förderleistung von 3000 bpd wurde der Betrieb weitergeführt. Die Mehrheit dieser Gesellschaft lag mit 67 Prozent in Händen der privaten lokalen Evrotechniki SA, während die restlichen 33 Prozent von der Werks-Gewerkschaft der ehemaligen NAPC gehalten wurden. Die Produkte wurden an die staatliche Hellenic Petroleum (HP) verkauft, der 1998 gegründeten und heute zu 41,5 Prozent privatisierten Nachfolgegesellschaft. In bescheidenem Maße wurden von der Kavala Oil neuerliche Explorationsarbeiten durchgeführt; vor allem innerhalb der vorhandenen Bohrungen in den Prinos-Feldern wurden seitlich abgelenkte Richtbohrungen niedergebracht. Diese ergaben 2001 und 2002 Hinweise darauf, dass im Bereich des Prinos-Beckens weitere Ölvorräte vorhanden sind. Daraufhin konnte im Oktober 2003 ein neuer Teilhaber für die Kavala Oil gewonnen werden. Die britische Regal Petroleum, London, übernahm die 86 Prozent der Evrotechniki SA, entsprechend 58 Prozent der Gesellschaft.
Ende 2003 und im Januar 2004 wurde dann von der Kavala Oil SA innerhalb des Prinos-Beckens, drei Seemeilen westlich von Kalirachi, in der tektonischen Kalirachi-Falle mit der Bohrung Kalirachi 1 ein neues Ölfeld entdeckt, das nach den Betriebs-Geologen 227 Millionen Barrel Erdöl führen sollte, was in etwa den ausgebeuteten Prinos-Vorräten entsprochen hätte. Es sollten für eine Produktion von 40.000 bis 50.000 bpd etwa rund 50 bis 80 Millionen US-Dollar investiert werden. Die Vorräte im Kontinentalschelf östlich von Thasos wurden auf 900 Millionen. Barrel geschätzt, wodurch sich die Förderleistung aus dem nordägäischen Bereich auf mehr als 200.000 bpd erhöhen sollte.
Wohl aufgrund dieser Einschätzungen erhöhte die Regal Petroleum ihre Beteiligung an der Kavala Oil SA im August 2004 und Januar 2005 auf 95 Prozent. Nach Niederbringung der Bohrung Kalirachi 2 im Juni 2005 zeigte sich jedoch, dass wegen zu geringer Lagergesteins-Permeabilität keine wirtschaftliche Ausbeute des Feldes möglich war. Die Vorratsmengen wurden auf 30 Prozent der Schätzungen reduziert. Die Ölförderung betrug in den ersten neun Monaten 2005 nur noch 2200 bpd. Im September 2005 erklärte Regal Petroleum, aus der Prinos-Feld-Operation auszusteigen. Seitdem ist Regal Petroleum in Übereinkunft mit der griechischen Regierung zwar noch Hauptaktionär der Gesellschaft, hat jedoch die gesamte Betriebsführung auf den Ölfeldern und in der Raffinerie an die Gewerkschaft übergeben und ist nicht mehr bereit, das Unternehmen finanziell zu unterstützen. Unter der neuen Führung ging die Produktion 2005 auf etwa 1600 bpd zurück.
Bis Ende 2004 wurden im Schelf westlich und östlich von Thasos insgesamt 29 Bohrungen niedergebracht, davon 21 Produktionsbohrungen, woraus etwa 103 Millionen Barrel Erdöl gefördert wurden. Die Erdölvorräte beliefen sich Ende 2004 in Prinos, Prinos-Nord und Epsilon auf 22 Millionen Barrels, davon 7 Millionen sichere und 15 Millionen wahrscheinliche Vorräte. Das bedeutende Vorkommen Epsilon wurde 2003 entdeckt, damals jedoch wegen Kalirachi vernachlässigt. Neue Plattformen auf Epsilon und die Verbindung zum Prinos-Netz würden eine Investition von 50 bis 60 Millionen Euro für eine Förderung von 5000 bpd erfordern. Die Rolle von Regal Petroleum bei diesem Projekt und dem Unternehmen insgesamt ist bis heute ungewiss.

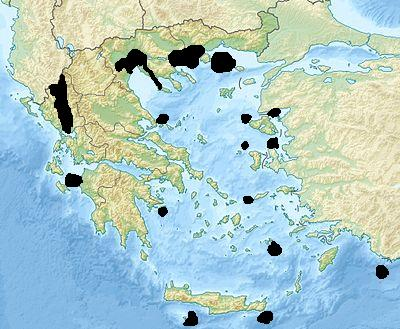
Alle Erdölexplorationen in Griechenland

Bereits im März 2002 begannen Verhandlungen zwischen der griechischen und der türkischen Regierung über die jahrzehntelangen Differenzen hinsichtlich der nordägäischen Meeresgrenzen. Ein Ergebnis liegt bis heute nicht vor.